# Кошляков, Валерий Николаевич
Вале́рий Никола́евич Кошляко́в (род. 21 июня 1962, Сальск, Ростовская область) — российский художник.

## Биография
Родился 21 июня 1962 в г. Сальске. Занятия рисованием начал в изостудии ДК железнодорожнков, у Василия Шеховцова, отца Сергея Шеховцова. В 1983-88 учился в Ростовском художественном училище им. М. Б. Грекова. С 1986 по 1989 год работал художником в Театре музыкальной комедии в Ростове-на-Дону. С 1988 года член товарищества «Искусство или смерть». С 1991 по 1993 год работал в мастерских «На Трехпрудном».
Многие критики считают Валерия Кошлякова одним из самых интересных художников современной России.
Живёт и работает в Москве и Париже.

## Работы художника находятся в собраниях
- Государственная Третьяковская галерея, Москва.
- Государственный Русский музей, Санкт-Петербург.
- Московский музей современного искусства, Москва.
- Государственный центр современного искусства, Москва.
- Новый музей, Санкт-Петербург.
- Министерство культуры РФ, Москва.
- Музей АРТ4, Москва.
- Коллекция 16thLINE art-gallery
- Коллекция современного искусства Государственного музея-заповедника Царицыно, Москва.
- Государственный музей архитектуры им. Щусева, Москва.
- Ростовский областной музей изобразительных искусств, Ростов-на-Дону.
- Одесский музей современного искусства, Одесса.
- Музей современного искусства, Авиньон, Франция.
- Музей Дюк Университета штата Северная Каролина, Дархэм, США.
- П. Спровьери, Рим, Италия.
- Коллекция Колодзей русского и восточноевропейского искусства, Kolodzei Art Foundation, США.
- Нижнетагильский музей изобразительных искусств

## Цитаты
«Валерий Кошляков родился в 1962 году в г. Сальске (Россия). Он один из самых известных молодых российских художников. Принимал участие в 25-й Биеннале в Сан-Паоло в 2002 и представлял Россию на Венецианской Биеннале 2003.
В своих работах он использует нетрадиционные материалы — от картонных коробок и пакетов для мусора до скотча и упаковочного полистирена. Собранные в величественный пейзаж современности, они поражают своей смелостью выражения и изобретательностью.
Используя эти скромные материалы, не стремясь к провокации, Кошляков создает масштабные произведения, например инсталляция „Облако“, сделанная для выставки в Музее современного искусства в Риме (MACRO). Впечатляющая конструкция, одновременно хрупкая и непрочная, охватывающая и реорганизующая окружающее пространство, содержит отдельные элементы, которые теряют разделяющие их границы и объединяются в единый ансамбль, подобно городским зданиям, изменяющим форму урбанистического пейзажа, в котором они выстроены. Художник определяет эти работы как объекты-иконусы, которые из первоначального двумерного состояния перерастают в трехмерное, приобретая форму и движение в пространстве.» — Из каталога 1-й Московской биеннале современного искусства, 2005.

## Персональные выставки
- 2022 — «ВАЛЕРИЙ КОШЛЯКОВ. DOMUS MAXIMA». Музей архитектуры имени А. В. Щусева. Москва.
- 2016 — «Элизии». Музей русского импрессионизма. Москва.
- 2011 — «Atlantis». Галерея М&Ю Гельман, Москва.[6]
- 2010 — «Недосягаемые». ПЕРММ, Пермь[7].
- 2009 — «Недосягаемое». Галерея М&Ю Гельман, Москва.
- 2006 — «Валерий Кошляков. РЕТРОСПЕКЦИЯ (1993—2006 гг.)». Галерея Людвига, Оберхаузен, Германия.
- 2006 — «Саркофаг». Центр «ПROЕКТ FАБРИКА», Москва.
- 2005 — «Реликвии. Сделано в СССР». Галерея М. Гельмана, Москва.
- 2005 — «Одежда пространства. Иконусы». Государственный Русский музей, С.-Петербург.
- 2003 — «Ретроспектива Валерия Кошлякова». Галерея Д. Семёнова, С.-Петербург.
- 2003 — «Элитное занятие» (совм. с С. Шеховцовым). Галерея «Риджина», Москва.
- 2002 — «В. Кошляков». Галерея Васковяк Бишофф, Берлин, Германия.
- 2002 — «В. Кошляков. Архитектура». Эльтен и Эльтен. Цюрих, Германия.
- 2001 — «Выбор масштаба». Архитектурный музей им. Щусева, Москва.
- 2000 — «С Юга. К Северу. На Восток». Ивановский художественный музей, Иваново.
- 2000 — «Изба». Инсталляция. Галерея М. Гельмана, Москва.
- 2000 — «Полюс холода». Русское современное искусство. Париж.
- 1999 — «Альбом для рисования». Галерея М. Польский, Чикаго, США.
- 1998 — «Города-герои». Галерея М. Польский, Чикаго, США.
- 1998 — «Храм искусства». Галерея М. Гельмана, Москва.
- 1997 — «Место Жительства». Галерея Центр де Рус, Женева, Швейцария.
- 1997 — «Альбом путешественника». Галерея Васковяк Бишоф, Берлин, Германия.
- 1997 — «В. Кошляков». Университет в Сан-Хозе, Калифорния, США.
- 1996 — «Полигимния». (акция: роспись камней-стен на стройке). Штутгарт, Германия.
- 1996 — «Полигимния». Галерея М. Гельмана, Москва.
- 1996 — «Выставка архитектурных проектов». Галерея В. Нечитайло, Сальск.
- 1996 — «В. Кошляков». Галерея Михаил Шульц, Берлин, Германия.
- 1995 — «Фонте Латино». Галерея Бишоф, Штутгарт, Германия.
- 1995 — «Fuocoso» (совместно с Ю. Шабельниковым). Галерея М. Гельмана, Москва.
- 1994 — «Темные аллеи» (совместно с В. Дубосарским). Якут галерея, Москва.
- 1994 — «Перспективная архитектура». «Архитектурная галерея», Москва.
- 1993 — «Живопись и скульптура» (совместно с В. Дубосарским). ГРМ, Мраморный дворец (Санкт-Петербург).
- 1993 — «Актеры приезжают в город». Проект в рамках российско-голландского проекта Exchange-Обмен-I. Москва.
- 1992 — «Парфенон». Галерея в Трехпрудном пер., Дворец молодежи, Москва.
- 1992 — «Скульптура и живопись» (совместно с В. Дубосарским). Пересветов пер., Москва.
- 1992 — Программа «Дуэты» (совместно с В. Брайниным). Галерея «Доминус», МАРХИ, Москва.
- 1991 — «Ночь в Венеции». Галерея М. Гельмана, Москва.
- 1991 — «Под небом Италии». Дворец Сакала, Таллин; Дворец молодежи, Москва.

## Фильмография
- «Кошляков, Шабельников, Тер-Оганьян, Сигутин». Д/ф, «Art via Video», 2006.